# 安楽謙一
安楽 謙一（あんらく けんいち）は日本のソングライター。1985年生まれ。千葉県浦安市出身。

## 概要
音楽プロデューサー山口哲一が塾長、伊藤涼が副塾長を務める作曲家育成所「山口ゼミ」の1期生。
「山口ゼミ」卒業生の精鋭メンバーが集まり音楽を共同制作している「Co-Writing Farm」のメンバー。
作詞・作曲のクレジットは安楽謙一、または Kenichi AnrakuとなりCo-Writing Farmを示す（CWF）が表記されている場合がある。

## 提供楽曲
2014年
- 相沢まき「マキマキマキ」作詞・作曲

2015年
- NEWS「TRAVeLiNG」作詞・作曲

2016年
- 花岡なつみ「ツヨイココロ」作詞・作曲
- ADDICTION「Be the one」「Heat up」作曲・編曲
- 井上苑子「ファーストデート」作詞・作曲

2017年
- 小南千明「Quantize」作曲
- 安室奈美恵
  - 「Hope」作詞・作曲　アニメ『ワンピース』主題歌
  - 「In Two」作詞・作曲

2018年
- クラスメート「君　君　君」作詞・作曲　アニメ『銀の墓守り（ガーディアン）』Ⅱ EDテーマ
- miracle2 (ミラクルミラクル）「KIRA☆TUNE!」作詞・作曲　アイドル×戦士_ミラクルちゅーんず!
- STARMARIE「ドント・ルッキン・フォーミー」作詞・作曲
- それでも時代はまわってます。「Encore」作詞・作曲
- ゆるっと革命団「星のなみだ」「モヤモやきもち」作詞・作曲
- AIMI「Color Collection」作詞・作曲
- フェアリーズ「ALIVE」作詞・作曲
- 藍色アステリズム「シャンデリア」作詞・作曲

2019年
- 22/7「君はMoon」作曲